# John Holland, Exeter első hercege
John Holland (1352. – 1400. január 16.) Thomas Holland (Holand 2. bárója) és Joan of Woodstock grófnő (Edmund of Woodstock, Kent 1. grófjának leánya) második fiaként. A szülők 1340-ben házasodtak össze.
Apai nagyszülei: Robert de Holland (Holand 1. bárója) és Maud la Zouche
Anyai nagyszülei: Edmund of Woodstock (I. Eduárd angol király hetedik, legkisebb fia) és Margaret Wake (Wake of Liddell 3. bárónője)
John-nak egy bátyja és két húga is született:
- Thomas (1350–1397. április 25.)
- Joan (1354–1384)
- Maud (pontos születési dátuma nem ismert, de az bizonyos, hogy 1392-ben halt meg)

1386-ban John nőül vette a 23 esztendős, elvált asszonyt, Elizabeth of Lancaster-t, Gent-i János és Grosmont-i Blanka harmadik gyermekét és második leányát.
A házaspárnak öt gyermeke született:
- Richárd (1400. szeptember 3-án halt meg)
- Konsztanca (1387–1437. november 14.), kétszer is férjhez ment, először Thomas de Mowbray Norfolk 4. grófjához, utána pedig Sir John Grey-hez (Grey de Ruthyn 4. bárója)
- Alíz (1392–1406), férje Richard de Vere (Oxford 11. grófja) volt
- János (1395. március 18 – 1447. augusztus 5.), később Exeter 2. hercege
- Eduárd (1399–1413)

1400. január 16-án, 47 éves korában halt meg. Özvegye, Elizabeth 26 évvel később, 1426. november 24-én, 62 évesen hunyt el. Az asszony még 1400-ban újra férjhez ment, ezúttal John Cornwall-hoz, Fanhope 1. bárójához, akinek két gyermeket szült:
- John (1403-1421 decembere)
- Contance

## Forrás
- Darryl Lundy: John de Holand, 1st Duke of Exeter (angol nyelven). thePeerage.com . (Hozzáférés: 2025. január 6.)